# InterRail

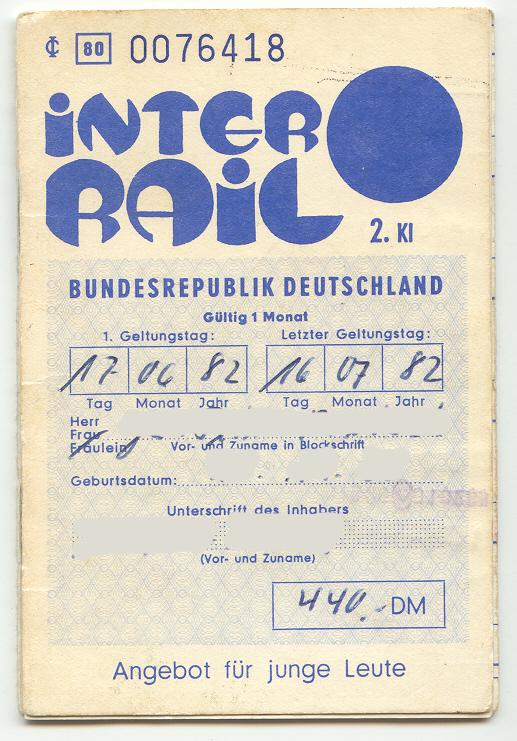
Egy német interRail jegy 1982-ből...

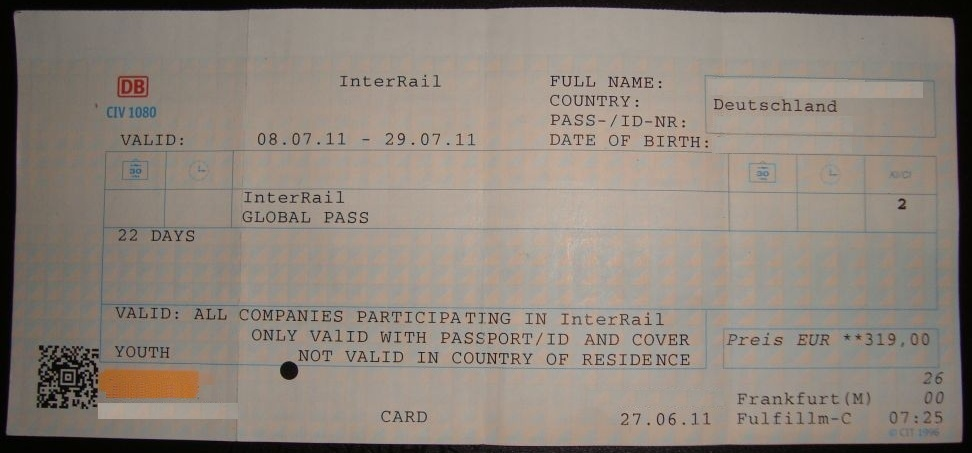
...és 2011-ből

Az Interrailt elfogadó országok 2023-ban

Az InterRail egy kedvezményes nemzetközi vasúti bérlet, mely Európa 33 országában érvényes és a megszabott időtartamon belül korlátlan utazást tesz lehetővé az adott országokban üzemelő vasúttársaságok szerelvényein (csak másodosztály). Ezen felül bizonyos kompokon is érvényes, illetve kedvezményes árú jegyek megvásárlására is feljogosít vasúttörténeti múzeumokban.
A bérletet csak európai lakosok válthatják, és nem érvényes a tulajdonos lakhelyéül szolgáló országban. Itt egyszeri ingyenes utazásra jogosult lakóhelye és a határállomás között (Korábban 50%-os kedvezményt vehetett igénybe a határpontokig történő utazásokhoz).

## Típusai
Két típusa létezik:
- InterRail Globál Bérlet (Global Pass), amellyel az összes részt vevő országban lehet utazni
- InterRail Egyországos Bérlet (One Country Pass), amellyel csak egy, a programban részt vevő országon belül lehet utazni.

Mindkét bérlettípus megvásárolható többféle időtartamra (a globálbérlet 5, 10, 22, 30 napra, míg az egyországos bérlet 3,4,6,8 napra váltható ki). A bérlet szólhat egymást követő napokra, illetve egy bizonyos perióduson belül szabadon választott napokra is.
Az Interrailnek elérhető a mobiltelefonos változata is.

## Árkategóriák
A bérleteket három korosztálynak értékesítik: fiataloknak (28 év alatt az érvényesség első napján), felnőtteknek (28 év felett) és időseknek (60 év felett). Felnőtt bérlet esetén legfeljebb két 12 év alatti gyermek ingyen utazhat.
Az egyországos bérletek ára országtól függően változó:
- A árkategória (legdrágább): Nagy-Britannia, Németország
- B árkategória: Franciaország, Norvégia, Spanyolország, Svédország, valamint a Italy Plus bérlet - mely magában foglalja Görögország mellett az Olaszország és Görögország közötti tengeri összeköttetést
- C árkategória: Ausztria, Svájc
- D árkategória: Benelux-államok, Dánia, Finnország, Írország (Észak-Írországgal együtt), Olaszország, valamint a Greece Plus bérlet - mely magában foglalja Görögország mellett az Olaszország és Görögország közötti tengeri összeköttetést
- E árkategória: Görögország, Portugália, Magyarország, Románia
- F árkategória (legolcsóbb): Csehország, Szlovákia, Horvátország, Lengyelország, Szlovénia, Bulgária, Törökország, Szerbia és Macedónia

A bérlet egyes nagysebességű vonatokra (Thalys, Eurostar) nem érvényes, míg más vonatkategóriákon (InterCity, TGV, stb.) pótdíj fizetése kötelező.

### InterRail Global
Az InterRail globál jegyek egész Európára érvényesek meghatározott időn belül.

## DiscoverEU
2015-ben Vincent-Immanuel Herr és Martin Speer német aktivisták azzal a javaslattal fordultak Frans Timmermanshoz, az Európai Bizottság alelnökéhez, hogy 18 éves kortól minden uniós fiatal számára biztosítsanak egy hónapos ingyenes Interrail Global Pass-t. Törekvésüket a Politico Europe Brussels Playbook dokumentálta. Herr és Speer szerint ötletük segítene leküzdeni az Európában uralkodó sztereotípiákat és a nacionalizmussal kapcsolatos problémákat több országban, mivel egy egész generációnak (és nem csak egy kis részének) lehetővé tenné Európa felfedezését. Ezt követően számos cikket írtak ötletükről, elindítottak egy change.org petíciót, és több uniós politikust is megkerestek.
Az ötletet 2016-ban több uniós politikus is felkarolta, köztük Rebecca Harms, Karima Delli, Michael Cramer, Ujhelyi István, Manfred Weber, és Alexander Graf Lambsdorff. 2016-ban egy németországi felmérés szerint a megkérdezettek 56 százaléka támogatta a javaslatot, Herr pedig egy 2017-es TEDx-rendezvényen népszerűsítette az ötletet.
2018 márciusában az Európai Bizottság megerősített egy 12 millió eurós kísérleti projektet, amelynek keretében 20 000-30 000 Global Pass-t vásárolnának az uniós fiatalok számára. 2018 márciusában a döntést bejelentő sajtóközlemény részletezte a program célját: "Az akció célja, hogy a fiatalok számára - társadalmi vagy iskolai háttértől függetlenül, beleértve a mozgáskorlátozottakat is - lehetőséget biztosítson a külföldi utazásra." 2018. március 1-jén az Európai Bizottság finanszírozási határozat elfogadásával bejelentette az Európai Parlament "Ingyenes Interrail-bérlet a 18. életévüket betöltő európaiaknak" című javaslatának végrehajtására irányuló első lépéseket:
"A 2018-ban 12 millió eurós költségvetéssel ez az intézkedés várhatóan mintegy 20 000-30 000 fiatalnak nyújt olyan utazási élményt, amely hozzájárul az európai identitás kialakításához, a közös európai értékek megerősítéséhez, valamint az európai helyszínek és kultúrák felfedezésének elősegítéséhez. Ez a javaslat jól illeszkedik az EU azon törekvéseibe, hogy előmozdítsa a tanulási mobilitást, az aktív állampolgárságot, a társadalmi befogadást és a szolidaritást minden fiatal számára.".
2018. május 3-án Navracsics Tibor oktatásért, kultúráért, ifjúságért és sportért felelős biztos és Manfred Weber európai parlamenti képviselő bejelentette, hogy a kezdeményezés a DiscoverEU nevet kapja, és ismertette a pályázati folyamat első részleteit. A kezdeményezés célja, hogy 15 000 fiatalnak lehetőséget biztosítson arra, hogy a nyár folyamán beutazzák Európát, hogy felfedezzék a kontinens gazdag kulturális örökségét, kapcsolatba kerüljenek más emberekkel, tanuljanak más kultúrákból, és felfedezzék, mi köti össze Európát. A résztvevők akár 30 napot is utazhatnak, és egy-négy külföldi úti célt látogathatnak meg. Az első 15 000 utazó kiválasztására irányuló pályázati körben az érdeklődőknek 2018 júniusában egy kéthetes időszak alatt kellett jelentkezniük az Európai Ifjúsági Portálon keresztül.